# Simbaci Bagratuní
Simbaci Bagratuní (en armeni Սմբատ Դ Բագրատունի, en grec antic Συμβάτιος) va ser marzban d'Hircània de l'any 597 al 598 i d'Armènia des de potser el 600 fins al 613. Era membre de la família dels Bagratuní, on constava com a Simbaci IV Bagratuní o Simbaci Bagratuní IV, però va ser el primer que va governar Armènia.

## Biografia
Cap a l'any 593 la part d'Armènia que depenia de l'Imperi Romà d'Orient patia les mesures anti-armènies de l'emperador, i la part persa acabava de desprendre's de Musel II Mamiconi, i es va produir una conjuració dels Nakharar (nobles armenis). Quan el rei de Pèrsia va enviar al perceptor de Baspracània (Vaspurakan-hamarakar) amb diners (plata) per finançar una campanya a Armènia en la qual els perses serien presentats com els defensors de l'armenisme contra la romanització, va ser atacat pel camí pels conjurats encapçalats per Samuel Vahevuní, Atat Khorkhoruní, Mamak Mamiconi, Esteve de Siunia, Kotik Amatuní i Teodor Trepatuni. Els nakharark van marxar amb el botí cap a Naxçıvan on esperaven proclamar la independència de tota l'Armènia, la romana d'Orient i la persa. Però quan van arribar allí es van barallar pel repartiment de la plata i van perdre l'oportunitat. El rei persa va jugar hàbilment i es va aliar amb l'emperador Maurici, i va enviar un exèrcit però va anunciar que perdonaria als nakharark conjurats si es rendien. La majoria ho van fer i van poder tornar als seus dominis, mentre que Samuel Vahevuní i Atat Khokhoruni van fugir a Aghuània però finalment també van demanar el perdó. Atat va passar a l'Imperi Romà d'Orient des d'on va ser enviat a Tràcia. El Vaspurakan-hamarakar va tornar a Armènia i va aconseguir la rendició i l'adhesió dels nakharark.
La política romana d'Orient era ara més dura i Samuel Vahevuní no va tardar a rebel·lar-se auxiliat per Teodor Trepatuni, que van planejar la mort del curator romà d'Orient d'Armènia resident a Teodosiòpolis. El complot va fracassar perquè el curator se'n va assabentar i els conjurats es van haver de refugiar a Mokq. Els romans d'Orient van enviar contra ells una milícia sota el comandament d'Heracli i del nakharar Hamazaspes Mamiconi. Vahevuní i els seus acompanyants van destruir els ponts del Djermal (Bohtan Su) i es van tancar a la fortalesa de Zriel queles tropes romanes d'Orient van prendre sense dificultats. Samuel Vahevuní va morir combatent i els altres van ser fets presoners i portats a Teodosiòpolis on els van decapitar. Teodor Trepatuni es va refugiar a Pèrsia però els perses el van entregar i va ser executat després de patir tortura.
Els armenis dels territoris romans d'Orient van ser deportats a Tràcia i organitzats en un exercit per lluitar allí sota el comandament de Musel II Mamiconi. Altres grups es van organitzar per lluitar sota comandament dels nakharark Isaac Mamiconi i Simbaci Bagratuní. El primer va reunir al seu exèrcit a Capadòcia, i Simbaci Bagratuní a Persarmènia i va marxar a territori romà d'Orient per la província romana del Pont, però en arribar a Trebisonda les tropes es van amotinar i va haver de tornar a Armènia. Les tropes van ser enganyades pels comandants de l'exèrcit i enviades a Tràcia. Poc després l'emperador va cridar Simbaci i el va fer arrestar, però per unes proves de valor extraordinari que va donar (va matar un os, un toro i un lleó) va recobrar el favor de l'emperador, favor que no va mantenir molt de temps, perquè l'emperador el va enviar a l'exèrcit d'Àfrica cap a l'any 595.
L'any 596 els nakharark armenis de la Persarmènia van anar a la cort sassànida que en aquell moment era a Dastgard a Assíria (en persa Asorestan). Sebeos enumera com a persones principals a Gaguik Mamiconi (fill de Manuel Mamiconi, cap del partit nacional assassinat el 570 o 571), Mamak Mamiconi, Pap Bagratuní (fill de l'aspet Asoci), Khosrov Vahevuní, Vardan Arzeruni, Esteve de Siunia i Kotik Amatuní. Aquest nakharark el van ajudar a combatre el seu oncle rebel Vishtahm, derrotat a una batalla prop de Rayy. Un d'aquest nakharark, Esteve, va morir poc després executat per ordre del rei per una disputa territorial a la Siunia amb el seu oncle el príncep Isaac de Siunia (598-608). Un altre, Kotik Amatuní també va ser enviat a una missió a Nisibe i va morir en una emboscada de la que el rei no n'era aliè. Això va provocar un motí entre els nakharark armenis que estaven concentrats amb els seus exèrcits a Esfahan, i molts van resultar morts en la repressió i d'altres van fugir a Gilan o Dailam on els governadors estaven revoltats.
Aproximadament el 597 el rei de Pèrsia va nomenar Simbaci Bagratuní, ja retornat d'Àfrica, marzban de Gorgan (armeni Verkan) província més coneguda llavors amb el nom d'Hircània. Simbaci va sufocar una revolta de tribus al Tabaristan. Pels serveis prestats va rebre molts regals i honors i el seu fill Varaz-Tirots Bagratuní va ser nomenat cançoner reial. Simbaci va retornar a Armènia amb permís del rei.
Per aquesta època, una dinastia sassànida (coneguda per Mihrakan) representada per un membre de la família de l'antic rei Vararanes Chobin, de nom Mihr, establerta a Gardman, va prendre el poder a Aghuània, Phaitakaran, Outi i Artsakh. Aquesta dinastia de Mihrakan o Eranshahiq es va convertir al cristianisme.
Un temps després va esclatar la guerra entre Pèrsia i les tribus turques al Khorasan (els anomenats Turcs Occidentals). El rei va cridar a Simbaci, li va donar el títol de Khusroshnum ('Joia de Còsroes') i un exèrcit i el va enviar a combatre els turcs. Amb Simbaci van anar Varazchapuh Arzeruni, Sargis Tayetsi, Artavasd Apahuní, Vistam Apahuní, Hemaiak Apahuní, Manuel Apahuní, Vram de Coltene, Sargis Dimaqsian i Sargis Trepatuni. Simbaci va derrotar els turcs i els va perseguir, va saquejar Herat, Badgh, Talikan i Balkh i va retornar a Merw, a la frontera. El rei li va donar el títol de Bazmaialth ('El Victoriós') i el va nomenar marzban d'Armènia cap a l'any 600.
Pel mateix temps Atat Khorkhoruní, patrici a l'Armènia romana d'Orient, es va revoltar allí al rebre l'ordre de marxar amb els seus soldats cap a Tràcia. Va passar a Naxçıvan, a la Persarmènia, i els romans d'Orient el van perseguir allí però el rei persa no volia tolerar aquesta violació del territori encara que fos aliat a l'Imperi, i va enviar tropes de manera que els romans d'Orient es van retirar. Atat va ser ben rebut pel rei de Pèrsia que volia guanyar-se les voluntats dels armenis. No obstant això l'emperador va ordenar la mobilització de trenta mil homes de l'Armènia romana d'Orient que haurien d'establir-se a Tràcia, i el comissari imperial Prisc va fer acomplir l'ordre.
D'altra banda els conflictes religioses amb Bizanci estaven a l'ordre del dia. El concili de l'església armènia que va tenir lloc a Dvin el 554 havia establert la condemna de les doctrines del concili de Calcedònia. L'emperador havia ordenat de predicar la doctrina de Calcedònia a totes les esglésies, però a les d'Armènia no se l'obeïa. El patriarca Movsès II, cridat a Constantinoble, no hi va anar i no es va moure de Dvin. L'emperador havia nomenat el 590 un patriarca (antipatriarca) per les províncies armènies sota el seu control, anomenat Joan de Bagaran, que es va establir a Avan, al nord de Dvin però en territori romà d'Orient (la frontera la marcava el riu Azat). El cisma va durar uns quants anys fins que els perses van expulsar a Joan d'Avan (potser l'any 607) que després va caure presoner presoner, el 610 i deportat a Hamadan on va morir el 611. Durant el cisma el patriarca de Siunia, Petros, es va posar sota dependència del patriarca d'Aghuània, quedant així separat de l'església armènia, i el seu successor Vertanes, va ser consagrat pel patriarca d'Aghuània Zacaries (Ter Zakharia). D'altra banda el patriarca armeni Movsès II va morir l'any 604 i Simbaci va voler nomenar al bisbe del Reixtunik Abraham d'Albathank, però el sínode (reunit a Dvin) estava dominat pels calcedonis i no va poder trobar una majoria. La seu va quedar vacant per tres anys i mentrestant va ser administrada interinament per Vertanes Qerthol el Gramàtic, auxiliat per Movsès de Tsurtav un anticalcedonià. Abraham va ser elegit per fi patriarca al sínode de Dvin del 30 d'abril del 607. Poc després es va iniciar el conflicte amb l'església d'Ibèria o Kartli. El patriarca Kurion o Kyron de la Djavakètia (consagrat bisbe d'Airarat per Movses II sobre l'any 576 i que des de llavors s'havia anat inclinat cap a les doctrines calcedonianes i fins i tot nestorianes) va ser cridat a l'ordre pel patriarca interí Vertanes i per Movsès de Tsurtav. El 607 Kurion es va ajuntar amb el patriarca d'Aghuània i amb el suport implícit del príncep Aterneseh (Adarnases) es va decidir per la unió amb l'església grega. Abraham va reunir un concili a Dvin en el qual Kurion va ser excomunicat (l'any 608 o 609) i va estendre als ibers el decret d'exclusió ja vigent contra els grecs. En canvi el patriarcat d'Aghuània (del que depenia Siunia) va tornar a l'obediència armènia; el patriarca de Siunia es feia consagrar a Aghuània i no a Dvin (després del patriarca Vertanes van ser consagrats Gregori II i Kristaphor), però al sínode del 608 o 609 el patriarca Kristaphor hi va ser present i va decidir de tornar a la dependència de Dvin. Al successor de Kristaphor, David, ja el va consagrar Abraham, i el seu successor Mathusala es destacarà més tard (cap al 629) per la seva oposició als intents romans d'Orient d'adoptar les doctrines de Calcedònia.
El 602 l'emperador Maurici va ser enderrocat i mort per Flavi Focas. Còsroes de Pèrsia, clamant venjança, va declarar la guerra contra l'Imperi, guerra que durarà 25 anys, del 603 al 628. Ja el 603 un exèrcit dirigit per Djuanveh (transcripció armènia) es va establir a Dvin. Els romans d'Orient es van concentrar a Elevard, al nord-oest d'Erevan, i l'atac persa va ser rebutjat. L'any 604 l'exèrcit persa, dirigit per un general anomenat Dadoes pels grecs i Datoyean pels armenis, va envair la part romana d'Orient i va ocupar el campament de Shirakavan; els romans d'Orient es van retirar a la plana d'Akanis prop del llogaret de Getik on es va produir la batalla, que els perses van guanyar. Els armenis de la regió, que havien ajudat als grecs, van ser deportats a la Mèdia. L'any 605 les lluites van produir-se al districte d'Ingilena; el comandament romà d'Orient el tenia el nakharar Teodor Khorkhoruní, a qui van derrotar els perses. Teodor va caure presoner i el rei persa va ordenar la seva execució. Els perses també van guanyar l'any 606 a la província de Bassèn i van conquerir Anggh i altres viles, i la important ciutat de Taron. El 607 les forces perses anaven manades pel general Ashtat Djestavar que va obtenir una gran victòria a la regió de Dou (nord-est d'Erzurum) i una altra a Udru, al Bassèn, és a dir ambdues entre el Bassèn i la regió d'Erzurum, i va arribar fins a Satala. Teodosiòpolis va ser assetjada i es va rendir quan els perses van presentar a un home que deia ser el fill de l'emperador Maurici i clamava contra la usurpació de Focas. Després els perses van passar a l'Astianene i a la Capadòcia pòntica, dominant, als voltants de l'any 608, quasi tota l'Armènia romana d'Orient. En aquell moment es va ocupar la seu de l'antipatriarca que hi havia a Avan. Aquestes províncies occidentals van rebre com a governador Shahen Vahmanzadhaghan amb el títol de padhghospan de l'oest ('governador de l'oest'). El nou governador va obtenir una gran victòria a la regió de Teodosiòpolis que va assegurar la regió i la població, sospitosa de lleialtats romanes d'Orient, va ser deportada a Hamadan. Simbaci Bagratuní va continuar cap a Cesarea de Capadòcia i en aquesta campanya van capturar al nakharar Vasaces Arzeruni que havia pres partit pels romans d'Orient i que va ser crucificat a la ciutat l'any 611. La ciutat després va ser evacuada, a l'arribada d'un exèrcit grec. El 612 va atacar i prendre Melitene amb el qual tota l'Armènia romana d'Orient va esdevenir possessió persa. La guerra es va desplaçar a altres fronts en els següents anys.
Cap a l'any 613 va morir Simbaci i el va succeir Shahrayanpet amb seu a Dvin, que va governar molt breument i va seguir Parsayenpet.